# Бабич Дмитро Іванович
Дмитро Іванович Бабич (нар. 23 лютого 1928, село Зарубинці, тепер Андрушівського району Житомирської області — ?) — український радянський діяч, новатор сільськогосподарського виробництва, ланковий механізованої ланки колгоспу «Перемога» Андрушівського району Житомирської області. Депутат Верховної Ради УРСР 7—8-го скликань.

## Біографія
Народився в селянській родині. Батько очолював тракторну бригаду в колгоспі села Зарубинці Андрушівського району, загинув на фронтах Другої світової війни.
Навчався у сільській школі. Після закінчення війни декілька років працював на відбудові шахт Донбасу.
З кінця 1940-х років — помічник тракториста, тракторист, машиніст молотарки колгоспу «Перемога» Андрушівського району Житомирської області.
З 1960-х років — ланковий механізованої ланки із вирощування цукрових буряків колгоспу «Перемога» Андрушівського району Житомирської області. Збирав високі врожаї цукрових буряків: по 395 центнерів коренів на кожному із 100 гектарів.
Член КПРС.
Потім — на пенсії у селі Зарубинці Андрушівського району Житомирської області.

## Нагороди
- орден Жовтневої Революції
- орден Трудового Червоного Прапора
- золота медаль Виставки досягнень народного господарства СРСР
- медалі
- заслужений механізатор Української РСР